# Mathias Tantau
Mathias Tantau (júnior) (8 de julio de 1912 en Uetersen - 28 de marzo de 2006 mismo lugar) fue un horticultor, rosalista hibridador de rosas alemán.
Un hibridador de finales del siglo XX, todavía celebrado por sus obtentores entre ellos la híbrido de té 'Duftwolke' rosa rojo coral, 1963, galardonada como rosa favorita del mundo del año 1981. También cultivó una serie de rosas arbustivas del grupo Floribunda.

## Biografía
Mathias Tantau júnior nació en 1912, el hijo del cultivador de rosas Mathias Tantau (sénior) en Uetersen. Después de terminar la escuela, fue reclutado después en el ejército. Después del final de la Segunda Guerra Mundial, regresó del cautiverio de nuevo a Uetersen para allá en 1948 retomar su trabajo en la granja de su padre (Rosen Tantau).
Poco después, comenzó a cambiar en el proceso de mejoramiento, siguiendo la tendencia imperante de rosas de flor grande, brillante y de tallo largo. Una de sus nuevas variedades fue la rosa 'Konrad Adenauer', que apareció en 1954.
En 1960, Mathias Tantau jun. trajo uno de sus mayores éxitos en el mercado, la rosa color naranja salmón 'Super Star'. Había otras variedades, como 'Duftwolke' y 'Floribundarose', las cuales las introdujo en el mercado en el año 1963.
Mientras tanto, sus actividadesn había crecido hasta alcanzar alrededor de 70 empleados que producían tres millones de plantas de rosas al año. El área de invernaderos era de unos 2.500 metros cuadrados. Mathias Tantau júnior ganó varios premios internacionales por su cría de rosa. Por sus contribuciones a la rosa, tarde le fue otorgada la Medalla conmemorativa Georg Arends.
En 1985 Mahias Tantau vendió la granja de rosas, a uno de sus empleados, y se retiró unos años más tarde a descansar. Mathias Tantau júnior murió el 28 de marzo de 2006 a los 93 años, en Uetersen.

## Algunas rosas Mathias Tantau jun.
| Especie              | Forma         | Color                                            | Año  | ADR-reconocimiento | Observación                  | Foto |
| -------------------- | ------------- | ------------------------------------------------ | ---- | ------------------ | ---------------------------- | ---- |
| 'Konrad Adenauer'    |               | rojo sangre                                      | 1954 |                    |                              |      |
| 'Halai'              |               |                                                  | 1956 |                    |                              |      |
| 'Friedrich Heyer'    |               |                                                  | 1956 |                    |                              |      |
| 'Paprika'            |               |                                                  | 1958 |                    |                              |      |
| 'Vaterland'          |               |                                                  | 1959 |                    |                              |      |
| 'Super Star'         |               | bermellón                                        | 1960 |                    |                              |      |
| 'Duftwolke'          | floribunda    | rojo coral                                       | 1963 | 1964               | Rosa favorita del mundo 1981 |      |
| 'Floribundarose'     |               |                                                  | 1963 |                    |                              |      |
| 'Mainzer Fastnacht'  | híbrido de té | lila                                             | 1964 | 1964               |                              |      |
| 'Pariser Charme'     | híbrido de té | rosa salmón                                      | 1964 | 1966               |                              |      |
| 'Whisky'             |               | ámbar                                            | 1967 |                    |                              |      |
| 'Erotika'            | híbrido de té | rojo sangre                                      | 1968 | 1969               |                              |      |
| 'Herzog von Windsor' | híbrido de té | rosa salmón                                      | 1969 | 1970               |                              |      |
| 'Landora'            | híbrido de té | amarillo brillante                               | 1970 |                    |                              |      |
| 'Rebecce'            |               | amarillo, en el interior de color rojo brillante | 1970 | 1972               |                              |      |
| 'Piroschka'          |               |                                                  | 1972 |                    |                              |      |
| 'Montana'            | floribunda    | rojo oscuro                                      | 1974 | 1974               | Prädikat entzogen            |      |
| 'Mildred Scheel'     | híbrido de té | púrpura oscuro                                   | 1976 | 1978               | Prädikat entzogen            |      |
| 'Lawinia'            | trepador      | rosa puro                                        | 1980 |                    |                              |      |
| 'Lady Like'          | híbrido de té | rosa oscuro                                      | 1982 |                    |                              |      |
| 'Polarstern'         | híbrido de té | blanca                                           | 1982 |                    |                              |      |
| 'Camp David'         |               | rojo oscuro                                      | 1984 |                    |                              |      |
| 'Romanze'            | arbusto       | rosado                                           | 1984 | 1986               | Prädikat entzogen            |      |